# Hydryphantes ruber
Hydryphantes ruber är en kvalsterart som beskrevs av De Geer 1778. Hydryphantes ruber ingår i släktet Hydryphantes och familjen Hydryphantidae. Inga underarter finns listade i Catalogue of Life.